# Premi Oscar 1963
La 35ª edizione della cerimonia di premiazione dei Premi Oscar si è tenuta l'8 aprile 1963 a Santa Monica, al Santa Monica Civic Auditorium, presentata dal cantante ed attore Frank Sinatra.

## Vincitori e candidati
Vengono di seguito indicati in grassetto i vincitori. Ove ricorrente e disponibile, viene indicato il titolo in lingua italiana e quello in lingua originale tra parentesi.

### Miglior film
- Lawrence d'Arabia (Lawrence of Arabia), regia di David Lean
- Il giorno più lungo (The Longest Day), regia di Ken Annakin, Andrew Marton e Bernhard Wicki
- Capobanda (The Music Man), regia di Morton DaCosta
- Gli ammutinati del Bounty (Mutiny on the Bounty), regia di Lewis Milestone
- Il buio oltre la siepe (To Kill a Mockingbird), regia di Robert Mulligan

### Miglior regia
- David Lean - Lawrence d'Arabia (Lawrence of Arabia)
- Frank Perry - David e Lisa (David and Lisa)
- Pietro Germi - Divorzio all'italiana
- Arthur Penn - Anna dei miracoli (The Miracle Worker)
- Robert Mulligan - Il buio oltre la siepe (To Kill a Mockingbird)

### Miglior attore protagonista
- Gregory Peck - Il buio oltre la siepe (To Kill a Mockingbird)
- Burt Lancaster - L'uomo di Alcatraz (Birdman of Alcatraz)
- Jack Lemmon - I giorni del vino e delle rose (Days of Wine and Roses)
- Marcello Mastroianni - Divorzio all'italiana
- Peter O'Toole - Lawrence d'Arabia (Lawrence of Arabia)

### Migliore attrice protagonista
- Anne Bancroft - Anna dei miracoli (The Miracle Worker)
- Bette Davis - Che fine ha fatto Baby Jane? (What Ever Happened to Baby Jane?)
- Katharine Hepburn - Il lungo viaggio verso la notte (Long Day's Journey into Night)
- Geraldine Page - La dolce ala della giovinezza (Sweet Bird of Youth)
- Lee Remick - I giorni del vino e delle rose (Days of Wine and Roses)

### Miglior attore non protagonista
- Ed Begley - La dolce ala della giovinezza (Sweet Bird of Youth)
- Victor Buono - Che fine ha fatto Baby Jane? (What Ever Happened to Baby Jane?)
- Telly Savalas - L'uomo di Alcatraz (Birdman of Alcatraz)
- Omar Sharif - Lawrence d'Arabia (Lawrence of Arabia)
- Terence Stamp - Billy Budd

### Migliore attrice non protagonista
- Patty Duke - Anna dei miracoli (The Miracle Worker)
- Mary Badham - Il buio oltre la siepe (To Kill a Mockingbird)
- Shirley Knight - La dolce ala della giovinezza (Sweet Bird of Youth)
- Angela Lansbury - Va' e uccidi (The Manchurian Candidate)
- Thelma Ritter - L'uomo di Alcatraz (Birdman of Alcatraz)

### Miglior sceneggiatura non originale
- Horton Foote - Il buio oltre la siepe (To Kill a Mockingbird)
- William Gibson - Anna dei miracoli (The Miracle Worker)
- Vladimir Nabokov - Lolita
- Robert Bolt e Michael Wilson - Lawrence d'Arabia (Lawrence of Arabia)
- Eleanor Perry - David e Lisa (David and Lisa)

### Miglior sceneggiatura originale
- Ennio De Concini, Alfredo Giannetti e Pietro Germi - Divorzio all'italiana
- Charles Kaufman e Wolfgang Reinhardt - Freud, passioni segrete (Freud)
- Alain Robbe-Grillet - L'anno scorso a Marienbad (L'année dernière à Marienbad)
- Stanley Shapiro e Nate Monaster - Il visone sulla pelle (That Touch of Mink)
- Ingmar Bergman - Come in uno specchio (Såsom i en spegel)

### Miglior film straniero
- L'uomo senza passato, regia di Serge Bourguignon (Francia)
- Elettra (Elektra), regia di Michael Cacoyannis (Grecia)
- La parola data (O pagador de promessas), regia di Anselmo Duarte (Brasile)
- Le quattro giornate di Napoli, regia di Nanni Loy (Italia)
- Tlayucan (Tlayucan), regia di Luis Alcoriza (Messico)

### Miglior fotografia
- Bianco e nero

- Jean Bourgoin, Walter Wottitz e Henri Persin - Il giorno più lungo (The Longest Day)
- Burnett Guffey - L'uomo di Alcatraz (Birdman of Alcatraz)
- Russell Harlan - Il buio oltre la siepe (To Kill a Mockingbird)
- Ted McCord - La ragazza del quartiere (Two for the Seesaw)
- Ernest Haller - Che fine ha fatto Baby Jane? (What Ever Happened to Baby Jane?)

- Colore

- Fred A. Young - Lawrence d'Arabia (Lawrence of Arabia)
- Harry Stradling Sr. - La donna che inventò lo strip-tease (Gypsy)
- Russell Harlan - Hatari!
- Robert L. Surtees - Gli ammutinati del Bounty (Mutiny on the Bounty)
- Paul C. Vogel - Avventura nella fantasia (The Wonderful World of the Brothers Grimm)

### Miglior scenografia
- Bianco e nero

- Alexander Golitzen, Henry Bumstead e Oliver Emert - Il buio oltre la siepe (To Kill a Mockingbird)
- Joseph C. Wright, George James Hopkins - I giorni del vino e delle rose (Days of Wine and Roses)
- Ted Haworth, Leon Barsacq, Vincent Korda e Gabriel Bechir - Il giorno più lungo (The Longest Day)
- George W. Davis, Edward Carfagno, Henry Grace e Dick Pefferle - Rodaggio matrimoniale (Period of Adjustment)
- Hal Pereira, Roland Anderson, Sam Comer e Frank R. McKelvy - Pranzo di Pasqua (The Pigeon that Took Rome)

- Colore

- John Box, John Stoll e Dario Simoni - Lawrence d'Arabia (Lawrence of Arabia)
- Paul Groesse e George James Hopkins - Capobanda (The Music Man)
- George W. Davis, Joseph McMillan Johnson, Henry Grace e Hugh Hunt - Gli ammutinati del Bounty (Mutiny on the Bounty)
- George W. Davis, Edward Carfagno, Dick Pefferle e Henry Grace - Avventura nella fantasia (The Wonderful World of the Brothers Grimm)
- Alexander Golitzen, Robert Clatworthy e George Milo - Il visone sulla pelle (That Touch of Mink)

### Migliori costumi
- Bianco e nero

- Norma Koch - Che fine ha fatto Baby Jane? (What Ever Happened to Baby Jane?)
- Donfeld - I giorni del vino e delle rose (Days of Wine and Roses)
- Ruth Morley - Anna dei miracoli (The Miracle Worker)
- Theoni Vachlioti - Fedra (Phaedra)
- Edith Head - L'uomo che uccise Liberty Valance (The Man Who Shot Liberty Valance)

- Colore

- Mary Wills - Avventura nella fantasia (The Wonderful World of the Brothers Grimm)
- Dorothy Jeakins - Capobanda (The Music Man)
- Orry-Kelly - La donna che inventò lo strip-tease (Gypsy)
- Bill Thomas - OK Parigi! (Bon Voyage!)
- Edith Head - La mia geisha (My Geisha)

### Migliori effetti speciali
- Robert MacDonald e Jacques Maumont - Il giorno più lungo (The Longest Day)
- A. Arnold Gillespie e Milo Lory - Gli ammutinati del Bounty (Mutiny on the Bounty)

### Miglior montaggio
- Anne Coates - Lawrence d'Arabia (Lawrence of Arabia)
- Samuel E. Beetley - Il giorno più lungo (The Longest Day)
- William Ziegler - Capobanda (The Music Man)
- Ferris Webster - Va' e uccidi (The Manchurian Candidate)
- John McSweeney Jr. - Gli ammutinati del Bounty (Mutiny on the Bounty)

### Miglior sonoro
- John Cox e Shepperton Studio Sound Department - Lawrence d'Arabia (Lawrence of Arabia)
- Robert O. Cook e Walt Disney Studio Sound Department - OK Parigi! (Bon Voyage!)
- George R. Groves e Warner Bros. Studio Sound Department - Capobanda (The Music Man)
- Waldon O. Watson e Universal City Studio Sound Department - Il visone sulla pelle (That Touch of Mink)
- Joseph Kelly e Glen Glenn Sound Department - Che fine ha fatto Baby Jane? (What Ever Happened to Baby Jane?)

### Migliore colonna sonora
- Adattamento

- Ray Heindorf - Capobanda (The Music Man)
- George Stoll - La ragazza più bella del mondo (Billy Rose's Jumbo)
- Michel Magne - Gigò (Gigot)
- Frank Perkins - La donna che inventò lo strip-tease (Gypsy)
- Leigh Harline - Avventura nella fantasia (The Wonderful World of the Brothers Grimm)

- Originale

- Maurice Jarre - Lawrence d'Arabia (Lawrence of Arabia)
- Jerry Goldsmith - Freud, passioni segrete (Freud)
- Bronislau Kaper - Gli ammutinati del Bounty (Mutiny on the Bounty)
- Franz Waxman - Taras, il magnifico (Taras Bulba)
- Elmer Bernstein - Il buio oltre la siepe (To Kill a Mockingbird)

### Miglior canzone
- Days of Wine and Roses, musica di Henry Mancini, testo di Johnny Mercer - I giorni del vino e delle rose (Days of Wine and Roses)
- Follow Me, musica di Bronislau Kaper, testo di Paul Francis Webster - Gli ammutinati del Bounty (Mutiny on the Bounty)
- Second Chance, musica di André Previn, testo di Dory Langdon - La ragazza del quartiere (Two for the Seesaw)
- Tender is the Night, musica di Sammy Fain, testo di Paul Francis Webster - Tenera è la notte (Tender Is the Night)
- Walk on the Wild Side, musica di Elmer Bernstein, testo di Mack David - Anime sporche (Walk on the Wild Side)

### Miglior documentario
- Black Fox (Black Fox: The True Story of Adolf Hitler), regia di Louis Clyde Stoumen
- Brazil's Changing Face (Alvorada), regia di Hugo Niebeling

### Miglior cortometraggio
- Happy Anniversary (Heureux Anniversaire), regia di Pierre Étaix e Jean-Claude Carrière
- Big City Blues (Big City Blues), regia di Charles Huguenot van der Linden
- The Cadillac (The Cadillac), regia di Robert Clouse
- The Cliff Dwellers (The Cliff Dwellers), regia di Hayward Anderson
- Pan (Kort är sommaren), regia di Bjarne Henning-Jensen

### Miglior cortometraggio documentario
- Dylan Thomas (Dylan Thomas), regia di Jack Howells
- The John Glenn Story (The John Glenn Story), regia di William L. Hendricks
- The Road to the Wall (The Road to the Wall), regia di Robert Saudek

### Miglior cortometraggio d'animazione
- The Hole (The Hole), regia di John Hubley
- Icarus Montgolfier Wright (Icarus Montgolfier Wright), regia di Jules Engel
- Now Hear This (Now Hear This), regia di Chuck Jones e Maurice Noble
- Self Defense... for Cowards (Self Defense... for Cowards), regia di Gene Deitch
- A Symposium on Popular Songs (A Symposium on Popular Songs), regia di Bill Justice

## Premi speciali

### Premio umanitario Jean Hersholt
- Steve Broidy